# الانتخابات العامة الهولندية 2021
جرت الانتخابات العامة الهولندية 2021 لانتخاب أعضاء مجلس النواب في الفترة من 15 - 17 مارس 2021.
جرى تشكيل حكومة روته الثالثة بعد أطول فترة لتشكيل ائتلاف في التاريخ الهولندي، حيث استغرقت 225 يومًا بين الانتخابات وأداء مجلس الوزراء اليمين. يرأس الحكومة الحالية رئيس الوزراء مارك روته، الذي يترأس ائتلافا يتكون من حزب الشعب من أجل الحرية والديمقراطية (VVD)، والنداء الديمقراطي المسيحي (CDA)، والديمقراطيين 66 (D66) والاتحاد المسيحي (CU). كان للائتلاف أغلبية ضئيلة في كلا المجلسين التشريعيين وقت تنصيب الحكومة، حيث حصل على 76 مقعدًا من 150 مقعدًا في مجلس النواب و38 مقعدًا من 75 مقعدًا في مجلس الشيوخ. بعد انتخابات مجلس الشيوخ لعام 2019، كان لديهم أقلية من 32 مقعدًا في المجلس الأعلى. بعد طرد وايبرين فان هاغا من «حزب الشعب من أجل الخرية والديمقراطية» في عام 2019، لم يصبح للتحالف أغلبيته في مجلس النواب.
بسبب جائحة فيروس كورونا، اقترح وزير الداخلية كاجسا أولونغرين تمديد الانتخابات على فترة ثلاثة أيام بين 15 و17 مارس 2021. سقطت الحكومة في 15 يناير 2021 واستمرت فقط لتسيير الأعمال.
ستُجرى الانتخابات قبل يومين من الانتخابات العامة في كوراساو عام 2021 .

## خلفية

### الانتخابات السابقة
أُجريت الانتخابات العامة لعام 2017 بعد حكومة ائتلافية استمرت خمس سنوات بين حزب الشعب من أجل الحرية والديمقراطية (VVD) وحزب العمل (PvdA). عانى حزب PvdA من خسائر فادحة في الانتخابات، حيث انخفض عدد نوابه من 38 إلى 9 مقاعد، في حين انخفض عدد نواب VVD من 41 إلى 33 لكنه ظل أكبر حزب. جاء حزب الحرية (PVV) في المرتبة الثانية بـ 20 مقعدًا، بزيادة 5 مقاعد عن فوزه في انتخابات 2012، في حين زادحزب النداء الديمقراطي المسيحي (CDA) بـ 6 مقاعد ليفوز بـ 19 مقعدًا إجمالاً، وزاد الديمقراطيون 66 (D66) بـ 7 مقاعد ليفوز بـ 19 مقعد، وزاد GroenLinks (GL) بـ 10 مقاعد ليفوز بـ 14 مقعد، وخسر الحزب الاشتراكي (SP) مقعدا واحدا ليفوز بـ 14 مقعد. وشهدت الانتخابات أيضًا دخول حزبين جديدين هما «دينك» و«منتدى الديمقراطية» (FvD) إلى مجلس النواب، حيث فازا بثلاثة مقاعد ومقعدين على التوالي. حافظت أربعة أحزاب صغيرة أخرى على تمثيلها في الغرفة الأدنى وهي: الاتحاد المسيحي (CU) وحزب من أجل الحيوانات (PvdD) بفوزها بـ 5 مقاعد لكل منهما، وحزب 50 زائد بأربعة مقاعد، والحزب السياسي الإصلاحي (SGP) بثلاثة مقاعد. وتولى VVD زمام المبادرة في تشكيل ائتلاف لكونه أكبر الأحزاب. وجرى اختيار Edith Schippers كمسق لتكوين الائتلاف في 16 مارس.
كان تكوين الائتلاف الأكثر توقُعًا من قِبل قادة الأحزاب هو واحد بين VVD وCDA وD66 وGroenLinks ، وكان الاختيار الثاني هو تحالف بين VVD وCDA وD66 وChristian Union. بعد المحادثات التشاورية الأولى بين VVD وCDA وD66 وGroenLinks في 23 مارس، اتفقت الأحزاب الأربعة على بدء التفاوض على تحالف بينها؛ وسيكون لمثل هذا التحالف أغلبية مريحة في مجلس النواب بـ 85 مقعدًا من 150، وأغلبية ضئيلة في مجلس الشيوخ بـ 39 مقعدًا من 75 مقعدًا. في 27 مارس، قدمت شيبرز تقريرها إلى رئيسة مجلس النواب خديجة عريب، وبذلك اختُتمت فترة الاستطلاع، ونصحت بتشكيل ائتلاف يتكون من VVD وD66 وCDA وGroenLinks. يوم 28 مارس، في 15 مايو أعلنت شيبرز أن محادثات التحالف فشلت بشأن قضايا الهجرة،  وقدمت تقريرها النهائي إلى رئيسة مجلس النواب في 16 مايو. وفي 17 مايو،  استكشفت إمكانية التحالف مع الأحزاب الثلاثة الأكبر والاتحاد المسيحي، لكنها خلصت بعد محادثات مكثفة في 23 مايو إلى أنه لا يوجد سبب يذكر للاستمرار بسبب الخلافات الأساسية بين D66 وCU على السياسات الطبية والأخلاقية.
في تقريرها النهائي في 29 مايو، أوصت سيبرز بتعيين هيرمان تجينك فيلينك Tjeenk Willink كمنسق لتشكيل إئتلاف جديد. وجرى تعيينه لاحقًا في اليوم التالي،  وحاول مواصلة المفاوضات بما في ذلك مع حزب GroenLinks قبل الفشل في 12 يونيو. صار من الواضح أن الشريك الرابع الوحيد المحتمل في الائتلاف سيكون Christian Union ، قدَّم Tjeenk Willink تقريره النهائي في 27 يونيو حيث بدأت المفاوضات مع CU ، وأوصى بتعيين Gerrit Zalm ليواصل التفاوض. في 9 أكتوبر، أعلن الطرفان أنهما توصلا إلى اتفاق ائتلاف مؤقت للحكومة الجديدة. قدم Zalm تقريره النهائي في 10 أكتوبر، والذي جرت الموافقة عليه من قبل الأحزاب البرلمانية الأربعة،  وجرى تعيين مارك روته كمنسق جديد في 12 أكتوبر، ووعد بتشكيل مجلس الوزراء بحلول 26 أكتوبر. أدت حكومة روته الثالثة اليمين رسميًا أمام ملك هولندا ويليم ألكساندر بمجموع 24 وزيرًا ووزير دولة - 9 من VVD ، و6 من كل من CDA وD66 ، و3 من CU - في 26 أكتوبر،  أي بعد 225 يومًا بعد الانتخابات، مما يجعلها أطول فترة لتشكيل حكومي في التاريخ الهولندي. احتل الائتلاف المكون من أربعة أحزاب في البداية 76 مقعدًا من 150 مقعدًا في مجلس النواب و38 مقعدًا من 75 في الغرفة العليا.

## النظام الانتخابي
يجري انتخاب أعضاء مجلس النواب البالغ عددهم 150 عن طريق القائمة المفتوحة للتمثيل النسبي. على الرغم من أن الدولة مقسمة إلى 20 دائرة انتخابية إقليمية لأغراض القوائم الانتخابية الإقليمية، إلا أنها تُعامل كدائرة انتخابية واحدة على المستوى الوطني. توزع المقاعد على المستوى الوطني على أساس القوائم الانتخابية. أولاً، يجري تحديد عدد المقاعد لكل قائمة باستخدام طريقة هوندت D'Hondt ، مما أدى فعليًا إلى وجود عتبة انتخابية تبلغ 1/150 (0.67٪) من الأصوات لتأمين مقعد. يتمتع الناخبون بخيار الإدلاء بصوت تفضيلي. يجري تخصيص المقاعد التي فازت بها القائمة أولاً للمرشحين الذين حصلوا -في الأصوات التفضيلية- على 25 بالمائة على الأقل من عدد الأصوات المطلوبة لمقعد واحد (فعليًا 0.17٪ من إجمالي الأصوات)، بغض النظر عن موضعهم الحالي في انتخابات قائمة. إذا تجاوز عدة مرشحين من القائمة هذا الحد، فسيجري تحديد ترتيبهم بناءً على عدد الأصوات التي حصولوا عليها. يجري تخصيص المقاعد المتبقية للمرشحين حسب وضعهم في القائمة الانتخابية.
وفقًا للمواد C.1 وC.2 وC.3 من قانون الانتخابات، تُجرى انتخابات مجلس النواب كل أربع سنوات في شهر مارس.

## الأحزاب المشاركة
سجل عدد قياسي من الأحزاب بلغ 89 حزباً مسجلاً لدى المجلس الانتخابي من أجل التنافس في الانتخابات. ومع ذلك، لم تتمكن معظم الأحزاب من الوصول إلى الاقتراع (على الصعيد الوطني)، حيث لم تكن قادرة على دفع 11,250 يورو وديعة و/أو لم تحصل على موافقات كافية (30 لكل دائرة من الدوائر الانتخابية الـ 19 في هولندا الأوروبية، و10 لـ جزر هولندا الكاريبية).
استوفت الأحزاب الـ 37 التالية متطلبات المشاركة في الانتخابات:
| رقم | الحزب | الحزب                                | الحزب      | القائد                 | أيديولوجيا             | الطيف السياسي                    | نتائج 2017       | دائرة انتخابية |
| --- | ----- | ------------------------------------ | ---------- | ---------------------- | ---------------------- | -------------------------------- | ---------------- | -------------- |
| 1   |       | حزب الشعب من أجل الحرية والديمقراطية | VVD        | مارك روته              | ليبرالية محافظة        | وسط اليمين                       | 21.3% (33 مقعدًا) | 20             |
| 2   |       | حزب من أجل الحرية                    | PVV        | خيرت فيلدرز            | شعبوية يمينية          | يمينية إلى يمين متطرف            | 13.1% (20 مقعدًا) | 20             |
| 3   |       | حزب النداء الديمقراطي المسيحي        | CDA        | Wopke Hoekstra         | ديمقراطية مسيحية       | وسط اليمين                       | 12.4% (19 مقعدًا) | 20             |
| 4   |       | الديمقراطيون 66                      | D66        | سيغريد كاغ             | ليبرالية اجتماعية      | وسط                              | 12.2% (19 مقعدًا) | 20             |
| 5   |       | حزب اليسار الأخضر                    | GL         | ياس كلافر              | سياسة خضراء            | اليسار المعتدل إلى اليسار        | 9.1% (14 مقعدًا)  | 20             |
| 6   |       | الحزب الاشتراكي                      | SP         | Lilian Marijnissen     | الاشتراكية الديمقراطية | اليسار                           | 9.1% (14 مقعدًا)  | 20             |
| 7   |       | حزب العمل                            | PvdA       | ليليان بلومين          | ديمقراطية اجتماعية     | اليسار المعتدل                   | 5.7% (9 مقعدًا)   | 20             |
| 8   |       | الاتحاد المسيحي                      | CU         | جيرت-يان سيغرس         | ديمقراطية مسيحية       | سياسية توفيقية                   | 3.4% (5 مقعدًا)   | 20             |
| 9   |       | حزب من أجل الحيوانات                 | PvdD       | Esther Ouwehand        | حقوق الحيوان           | يسارية                           | 3.2% (5 مقعدًا)   | 20             |
| 10  |       | حزب 50 زائد                          | 50+        | Liane den Haan         | Pensioners' interests  | وسط                              | 3.1% (4 مقعدًا)   | 20             |
| 11  |       | الحزب السياسي الإصلاحي               | SGP        | Kees van der Staaij    | يمين مسيحي             | يمينية                           | 2.1% (3 مقعدًا)   | 20             |
| 12  |       | DENK                                 | DENK       | Farid Azarkan          | حقوق الأقليات          | اليسار المعتدل                   | 2.1% (3 مقعدًا)   | 20             |
| 13  |       | منتدى الديمقراطية                    | FvD        | تييري بوديه            | محافظة وطنية           | يمينية إلى يمين متطرف            | 1.8% (2 مقعدًا)   | 20             |
| 14  |       | BIJ1                                 | BIJ1       | سيلفانا سيمونز         | مساواتية               | أقصى اليسار                      | 0.3% (0 مقعدًا)   | 20             |
| 15  |       | JA21                                 | JA21       | Joost Eerdmans         | بيم فورتاين            | يمينية                           | —                | 20             |
| 16  |       | Code Orange                          | CO         | Richard de Mos         | ديمقراطية مباشرة       | سياسية توفيقية                   | —                | 20             |
| 17  |       | Volt Netherlands                     | VOLT       | Laurens Dassen         | European federalism    | وسطية (سياسة) إلى اليسار المعتدل | —                | 20             |
| 18  |       | NIDA                                 | NIDA       | Nourdin El Ouali       | ديمقراطية إسلامية      | سياسية توفيقية                   | —                | 20             |
| 19  |       | Pirate Party                         | PPNL       | Matthijs Pontier       | حزب القراصنة           | سياسية توفيقية                   | 0.3% (0 مقعدًا)   | 20             |
| 20  |       | Libertarian Party                    | LP         | Robert Valentine       | تحررية                 | يمينية                           | 0.01% (0 مقعدًا)  | 20             |
| 21  |       | JONG                                 | JONG       | Jaron Tichelaar        | Youth politics         | وسط                              | —                | 19             |
| 22  |       | Splinter                             | S          | Femke Merel van Kooten | ليبرالية اجتماعية      | اليسار المعتدل                   | —                | 19             |
| 23  |       | Farmer–Citizen Movement              | BBB        | Caroline van der Plas  | فلسفة الإصلاح الزراعي  | وسط اليمين                       | —                | 19             |
| 24  |       | NLBeter                              | NLB        | Esther van Fenema      | قطاع عام               | سياسية توفيقية                   | —                | 19             |
| 25  |       | Henk Krol List                       | LHK        | هنك كرول               | تقدمية محافظة          | وسط اليمين                       | —                | 19             |
| 26  |       | OpRecht                              | OR         | Michael Ruperti        | محافظة وطنية           | يمينية                           | —                | 19             |
| 27  |       | Jesus Lives                          | JL         | Florens van der Spek   | تبشير بالإنجيل         | يمينية                           | 0.03% (0 مقعدًا)  | 16             |
| 28  |       | Proud of the Netherlands             | ToN        | Sander van den Raadt   | ليبرالية محافظة        | يمينية                           | —                | 13             |
| 29  |       | U-Buntu Connected Front              | UCF        | Regillio Vaarnold      | أوبونتو (فلسفة)        | اليسار المعتدل                   | —                | 13             |
| 30  |       | Blank list                           | Blank list | Anna Zeven             | COVID-19 scepticism    | وسط                              | —                | 12             |
| 31  |       | Party of Unity                       | PvdE       | أرنود فان دورن         | إسلاموية               | سياسية توفيقية                   | —                | 8              |
| 32  |       | The Party Party                      | DFP        | Johan Vlemmix          | Joke party             | سياسية توفيقية                   | —                | 8              |
| 33  |       | Free and Social Netherlands          | VSN        | Bas Filippini          | COVID-19 scepticism    | وسط                              | —                | 6              |
| 34  |       | We Are the Netherlands               | WZNL       | Erwin Versteeg         | قومية إثنية            | يمين متطرف                       | —                | 6              |
| 35  |       | Modern Netherlands                   | MN         | Niels Heeze            | ديمقراطية إلكترونية    | سياسية توفيقية                   | —                | 4              |
| 36  |       | The Greens                           | DG         | Otto ter Haar          | سياسة خضراء            | وسط                              | —                | 2              |
| 37  |       | Party for the Republic               | PvdR       | Bruno Braakhuis        | جمهوريانية             | وسط                              | —                | 2              |

## الحملة الانتخابية

### المناظرات
| مناظرات الانتخابات العامة الهولندية، 2021 | مناظرات الانتخابات العامة الهولندية، 2021 | مناظرات الانتخابات العامة الهولندية، 2021 | مناظرات الانتخابات العامة الهولندية، 2021 | مناظرات الانتخابات العامة الهولندية، 2021 | مناظرات الانتخابات العامة الهولندية، 2021 | مناظرات الانتخابات العامة الهولندية، 2021 | مناظرات الانتخابات العامة الهولندية، 2021 | مناظرات الانتخابات العامة الهولندية، 2021 | مناظرات الانتخابات العامة الهولندية، 2021 | مناظرات الانتخابات العامة الهولندية، 2021 | مناظرات الانتخابات العامة الهولندية، 2021 | مناظرات الانتخابات العامة الهولندية، 2021 | مناظرات الانتخابات العامة الهولندية، 2021 | مناظرات الانتخابات العامة الهولندية، 2021 | مناظرات الانتخابات العامة الهولندية، 2021 | مناظرات الانتخابات العامة الهولندية، 2021 |   |   |   |   |
| التاريخ                                   | المنظمون                                  | القناة                                    | المكان                                    | ح حاضر غ غائب غ.م غير مدعو                | ح حاضر غ غائب غ.م غير مدعو                | ح حاضر غ غائب غ.م غير مدعو                | ح حاضر غ غائب غ.م غير مدعو                | ح حاضر غ غائب غ.م غير مدعو                | ح حاضر غ غائب غ.م غير مدعو                | ح حاضر غ غائب غ.م غير مدعو                | ح حاضر غ غائب غ.م غير مدعو                | ح حاضر غ غائب غ.م غير مدعو                | ح حاضر غ غائب غ.م غير مدعو                | ح حاضر غ غائب غ.م غير مدعو                | ح حاضر غ غائب غ.م غير مدعو                | ح حاضر غ غائب غ.م غير مدعو                |   |   |   |   |
| التاريخ                                   | المنظمون                                  | القناة                                    | المكان                                    | Azarkan                                   | تييري بوديه                               | Den Haan                                  | فوبكه هويكسترا                            | سيغريد كاغ                                | ياس كلافر                                 | ليليان مارينسن                            | إستر أويهاند                              | ليليان بلومين                             | مارك روته                                 | جيرت-يان سيغرس                            | كيس فان دير ستاي                          | خيرت فيلدرز                               |   |   |   |   |
| ----------------------------------------- | ----------------------------------------- | ----------------------------------------- | ----------------------------------------- | ----------------------------------------- | ----------------------------------------- | ----------------------------------------- | ----------------------------------------- | ----------------------------------------- | ----------------------------------------- | ----------------------------------------- | ----------------------------------------- | ----------------------------------------- | ----------------------------------------- | ----------------------------------------- | ----------------------------------------- | ----------------------------------------- | - | - | - | - |
| التاريخ                                   | المنظمون                                  | القناة                                    | المكان                                    | 26 فبراير                                 | NOS                                       | راديو NPO 1                               | Oude Zaal ، بيننهوف، لاهاي                | ح                                         | ح                                         | ح                                         | ح                                         | ح                                         | ح                                         | ح                                         | ح                                         | ح                                         | ح | ح | ح | ح |
| 28 فبراير                                 | ار تي ال نيويس                            | RTL 4                                     | فيليكس مريتيس، أمستردام                   | غ.م                                       | غ.م                                       | غ.م                                       | ح                                         | ح                                         | ح                                         | ح                                         | غ.م                                       | غ.م                                       | ح                                         | غ.م                                       | غ.م                                       | ح                                         |   |   |   |   |
| 15 مارس                                   | اينفانداج                                 | NPO 1                                     | كونينكليكي شوبورغ، لاهاي                  | غ.م                                       | غ.م                                       | غ.م                                       | ح                                         | ح                                         | ح                                         | غ.م                                       | غ.م                                       | ح                                         | ح                                         | غ.م                                       | غ.م                                       | ح                                         |   |   |   |   |
| 16 مارس                                   | NOS                                       | NPO 1                                     | ممر ستاتينهوف، بيننهوف، لاهاي             | غ.م                                       | غ.م                                       | غ.م                                       | ح                                         | ح                                         | ح                                         | ح                                         | غ.م                                       | ح                                         | ح                                         | ح                                         | غ.م                                       | ح                                         |   |   |   |   |

## روابط خارجية
- النتائج الشاملة للانتخابات العامة لعام 2017 باللغة الهولندية
- اتفاقية التحالف المبرمة بواسطة VVD وCDA وD66 وCU باللغة الهولندية
- الجدول الزمني لتشكيل مجلس الوزراء لعام 2017 باللغة الهولندية